# Championnat d'Afrique des nations masculin de handball 1981
Navigation
Championnat d'Afrique des nations 1979 Championnat d'Afrique des nations 1983
La 4e édition du championnat d'Afrique des nations masculin de handball a lieu à Tunis (Tunisie) du 18 juillet au 1er août 1981. Le tournoi réunit les meilleures équipes masculines de handball en Afrique et se joue en même temps que le tournoi féminin.
L'Algérie remporte son premier titre dans la compétition et obtient à cette occasion sa qualification pour le championnat du monde 1982.
La Libye et la République centrafricaine déclarent forfait avant le début du tournoi.

## Modalités
Le système de ce championnat est assez singulier :
- Le premier tour se joue sur un match unique et permet la répartition des équipes pour le deuxième tour ;
- Le deuxième tour regroupe trois équipes qui se rencontrent une fois chacune (soit deux matchs pour chaque équipe) ;
- Il n'y a pas de quarts de finale ni de demi-finale : les deux premiers s'affrontent en finale, les deux seconds dans le match pour la troisième place et les deux derniers dans le match pour la cinquième place.

## Résultats

### Tour préliminaire
Le groupe B est composé des équipes de l'Algérie et de la Côte d'Ivoire, la Libye et la République centrafricaine étant forfait.
- Algérie  24 - 23  Côte d'Ivoire[3]

L'Algérie et la Côte d'Ivoire sont qualifiées pour le second tour.

### Tour principal

#### Groupe A
- Tunisie  37 – 27  Nigeria[3]
- Tunisie  19 – 19  Algérie[3]
- Algérie  25 – 09  Nigeria (mi-temps 12-3)[4]

|   | Équipe  | Pts | J | G | N | P | Bp | Bc | Diff |
| - | ------- | --- | - | - | - | - | -- | -- | ---- |
| 1 | Algérie | 3   | 2 | 1 | 1 | 0 | 44 | 28 | 16   |
| 2 | Tunisie | 3   | 2 | 1 | 1 | 0 | 56 | 46 | 10   |
| 3 | Nigeria | 0   | 2 | 0 | 0 | 2 | 36 | 62 | -26  |

L'Algérie est la première qualifiée pour la finale, la Tunisie en seconde position joue la troisième place et le Nigeria dispute la cinquième place.

#### Groupe B
- Résultats
  - Côte d'Ivoire  18 - 17  Égypte[4]
  - Les autres résultats sont inconnus
- Classement

1. Côte d'Ivoire
2. Égypte

0?.  Angola

### Phase finale
| Match                  | Équipe 1 | Score    | Équipe 2      |
| ---------------------- | -------- | -------- | ------------- |
| Finale                 | Algérie  | 30 – 25, | Côte d'Ivoire |
| Match pour la 3e place | Tunisie  | ?? – ??  | Égypte        |
| Match pour la 5e place | Angola   | ?? – ??  | Nigeria       |

## Classement final
Le classement final est le suivant, :
| Rang                        | Nation                    |
| --------------------------- | ------------------------- |
| Médaille d'or, Afrique      | Algérie                   |
| Médaille d'argent, Afrique  | Côte d'Ivoire             |
| Médaille de bronze, Afrique | Tunisie                   |
| 4                           | Égypte                    |
| 5                           | Angola                    |
| 6                           | Nigeria                   |
| 7                           | RP Congo                  |
| 8                           | Guinée                    |
| Forfait                     | Libye                     |
| Forfait                     | République centrafricaine |

Remarque : les résultats et le mode de participation du Congo et de la Guinée ne sont pas connus.